# Správní obvod obce s rozšířenou působností Kladno

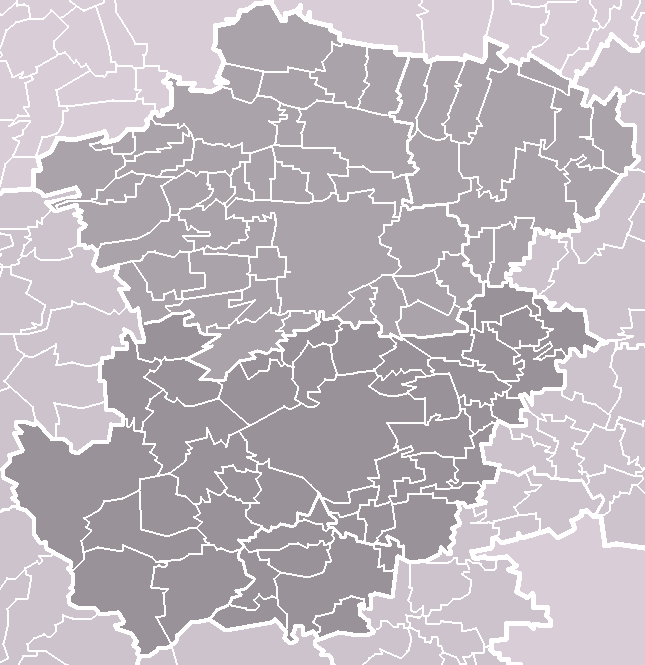
Správní obvod ORP Kladno (tmavě) v rámci okresu Kladno

Správní obvod obce s rozšířenou působností Kladno je od 1. ledna 2003 jedním ze dvou správních obvodů rozšířené působnosti obcí v okrese Kladno ve Středočeském kraji. Čítá 48 obcí a zahrnuje jižní část kladenského okresu.
Hraničí se správními obvody obcí s rozšířenou působnosti Slaný (sever), Kralupy nad Vltavou (severovýchod), Černošice (východ), Beroun (jih) a Rakovník (západ).
Města Kladno a Unhošť jsou obcemi s pověřeným obecním úřadem.

## Seznam obcí
Poznámka: Města jsou vyznačena tučně.
- Běleč
- Běloky
- Blevice
- Brandýsek
- Braškov
- Bratronice
- Buštěhrad
- Cvrčovice
- Doksy
- Dolany
- Družec
- Dřetovice
- Horní Bezděkov
- Hostouň
- Hradečno
- Hřebeč
- Kačice
- Kamenné Žehrovice
- Kladno
- Koleč
- Kyšice
- Lány
- Lhota
- Libochovičky
- Libušín
- Lidice
- Makotřasy
- Malé Kyšice
- Malé Přítočno
- Otvovice
- Pavlov
- Pchery
- Pletený Újezd
- Slatina
- Stehelčeves
- Stochov
- Svárov
- Svinařov
- Třebichovice
- Třebusice
- Tuchlovice
- Unhošť
- Velká Dobrá
- Velké Přítočno
- Vinařice
- Zájezd
- Zákolany
- Žilina

## Obyvatelstvo
| Rok  | Obyv.   | ± %     |
| ---- | ------- | ------- |
| 1869 | 46 857  | —       |
| 1880 | 57 666  | +23,1 % |
| 1890 | 71 322  | +23,7 % |
| 1900 | 89 099  | +24,9 % |
| 1910 | 103 923 | +16,6 % |

| Rok  | Obyv.   | ± %    |
| ---- | ------- | ------ |
| 1921 | 101 103 | −2,7 % |
| 1930 | 104 940 | +3,8 % |
| 1950 | 98 205  | −6,4 % |
| 1961 | 107 110 | +9,1 % |
| 1970 | 113 184 | +5,7 % |

| Rok  | Obyv.   | ± %    |
| ---- | ------- | ------ |
| 1980 | 117 442 | +3,8 % |
| 1991 | 114 174 | −2,8 % |
| 2001 | 114 640 | +0,4 % |
| 2011 | 120 058 | +4,7 % |
| 2021 | 126 069 | +5 %   |